# Myrteta minor
Myrteta minor är en fjärilsart som beskrevs av Reginald James West 1929.
Myrteta minor ingår i släktet Myrteta och familjen mätare. Inga underarter finns listade i Catalogue of Life.